# Derechos de los estados
En el discurso político estadounidense, los derechos de los estados son poderes políticos de los gobiernos estatales en lugar del gobierno federal de acuerdo con la Constitución de los Estados Unidos, lo que refleja especialmente los poderes enumerados del Congreso y la Décima Enmienda. Los poderes enumerados que se enumeran en la Constitución incluyen poderes federales exclusivos, así como poderes concurrentes que se comparten con los estados, y todos esos poderes se contrastan con los poderes reservados—también llamados derechos de los estados— que solo los estados poseen.

## Fondo
El equilibrio de los poderes federales y los poderes de los estados, tal como se define en la Cláusula de Supremacía de la Constitución de los EE . UU., se abordó por primera vez en el caso McCulloch v. Maryland (1819). La decisión de la Corte del Presidente del Tribunal Supremo, John Marshall, afirmó que las leyes adoptadas por el gobierno federal, al ejercer sus poderes constitucionales, son generalmente primordiales sobre cualquier ley en conflicto adoptada por los gobiernos estatales. Después de McCulloch, los principales problemas legales en esta área se relacionaron con el alcance de los poderes constitucionales del Congreso y si los estados poseen ciertos poderes con exclusión del gobierno federal, incluso si la Constitución no los limita explícitamente a los estados.

## La Cláusula de Supremacía
La Cláusula de Supremacía de la Constitución de los Estados Unidos establece:

Esta Constitución y las Leyes de los Estados Unidos que se dicten en cumplimiento de la misma; y todos los tratados hechos, o que se hagan, bajo la autoridad de los Estados Unidos, serán la ley suprema del país; y los jueces de cada estado estarán obligados a ello, a pesar de cualquier disposición en contrario en la constitución o las leyes de cualquier estado. (Énfasis añadido).

En The Federalist Papers, el proponente de la ratificación, Alexander Hamilton, explicó las limitaciones que esta cláusula impuso al gobierno federal propuesto, describiendo que los actos del gobierno federal eran vinculantes para los estados y las personas en ellos solo si el acto se realizaba en cumplimiento de los poderes constitucionalmente otorgados, y yuxtaponiendo actos que excedieron esos límites como "nulos y sin fuerza":

Pero de esta doctrina no se seguirá que los actos de la sociedad grande que no se realicen de conformidad con sus poderes constitucionales, sino que sean invasiones de las autoridades residuales de las sociedades más pequeñas, se convertirán en la ley suprema del país. Estos serán meros actos de usurpación, y merecerán ser tratados como tales.

## Controversia hasta 1865
En el período entre la Revolución Americana y la ratificación de la Constitución de los Estados Unidos, los estados se habían unido bajo un gobierno federal mucho más débil y un gobierno estatal y local mucho más fuerte, de conformidad con los Artículos de la Confederación. Los artículos otorgaban al gobierno central muy poca o ninguna autoridad para anular las acciones estatales individuales. Posteriormente, la Constitución fortaleció el gobierno central, autorizándolo a ejercer los poderes que consideró necesarios para ejercer su autoridad, con un límite ambiguo entre los dos niveles de gobierno coexistentes. En caso de cualquier conflicto entre la ley estatal y federal, la Constitución resolvió el conflicto a través de la Cláusula de Supremacía del Artículo VI a favor del gobierno federal, que declara la ley federal la "Ley suprema del país" y establece que "los jueces de cada estado estarán obligados por ella, a pesar de cualquier cosa en contrario en la Constitución o las leyes de cualquier estado". Sin embargo, la Cláusula de Supremacía solo se aplica si el gobierno federal está actuando en ejercicio de sus poderes autorizados constitucionalmente, como se indica en la frase "en cumplimiento de los mismos" en el texto mismo de la Cláusula de Supremacía (ver arriba).

### Leyes de Extranjería y Sedición
Cuando los federalistas aprobaron las Leyes de Extranjería y Sedición en 1798, Thomas Jefferson y James Madison escribieron en secreto las Resoluciones de Kentucky y Virginia, que brindan una declaración clásica en apoyo de los derechos de los estados y piden a las legislaturas estatales que anulen las leyes federales inconstitucionales. (Los otros estados, sin embargo, no siguieron su ejemplo y varios rechazaron la noción de que los estados podrían anular la ley federal). Según esta teoría, la unión federal es una asociación voluntaria de estados, y si el gobierno central va demasiado lejos, cada estado tiene el derecho de anular esa ley. Como dijo Jefferson en las Resoluciones de Kentucky:
Se resuelve, que los varios Estados que componen los Estados Unidos de América, no están unidos en el principio de sumisión ilimitada a su gobierno general; pero que por pacto bajo el estilo y título de una Constitución para los Estados Unidos y de enmiendas a la misma, constituyeron un gobierno general para propósitos especiales, delegaron a ese gobierno ciertos poderes definidos, reservándose cada Estado para sí, la masa residual del derecho a su propio autogobierno; y que siempre que el gobierno general asuma poderes no delegados, sus actos carecen de autoridad, son nulos y carecen de fuerza; otra parte... cada parte tiene igual derecho a juzgar por sí misma, tanto de las infracciones como del modo y medida de la reparación.
Las Resoluciones de Kentucky y Virginia, que se convirtieron en parte de los Principios del 98, junto con el apoyo del Informe de 1800 de Madison, se convirtieron en los documentos finales del Partido Demócrata-Republicano de Jefferson. Gutzman argumentó que el gobernador Edmund Randolph diseñó la objeción en nombre de la moderación. Gutzman argumenta que en 1798, Madison defendió los derechos de los estados para derrotar la legislación nacional que, según él, era una amenaza para el republicanismo. Durante 1831-1833, los miembros del Partido Anulador de Carolina del Sur citaron a Madison en su defensa de los derechos de los estados. Pero Madison temía que el creciente apoyo a esta doctrina socavaría la unión y argumentó que al ratificar la Constitución los estados habían transferido su soberanía al gobierno federal.
Los defensores más vociferantes de los derechos de los estados, como John Randolph de Roanoke, fueron llamados "viejos republicanos" en las décadas de 1820 y 1830.
Adam Tate (2011) realizó una crítica literaria de un importante libro de John Taylor de Caroline, New Views of the Constitution of the United States. Tate argumenta que está estructurado como una historiografía forense inspirada en las técnicas de los abogados Whig del siglo XVIII. Taylor creía que la evidencia de la historia estadounidense daba prueba de la soberanía estatal dentro de la unión, en contra de los argumentos de los nacionalistas como el presidente del Tribunal Supremo de los Estados Unidos, John Marshall.
Otra disputa por los derechos de los estados ocurrió durante la Guerra de 1812. En la Convención de Hartford de 1814–15, los federalistas de Nueva Inglaterra expresaron su oposición a la guerra del presidente Madison y discutieron la secesión de la Unión. Al final no llegaron a llamar a la secesión, pero cuando su informe apareció al mismo tiempo que la noticia de la gran victoria estadounidense en la batalla de Nueva Orleans, los federalistas quedaron políticamente arruinados.

### Crisis de anulación de 1832
Una tensión importante y continua en la unión, desde aproximadamente 1820 hasta la Guerra Civil, fue el tema del comercio y los aranceles. Fuertemente dependiente del comercio internacional, el Sur, casi totalmente agrícola y orientado a la exportación, importaba la mayoría de sus productos manufacturados de Europa o los obtenía del Norte. El Norte, por el contrario, tenía una economía industrial nacional en crecimiento que consideraba el comercio exterior como una competencia. Las barreras comerciales, especialmente los aranceles protectores, se consideraban perjudiciales para la economía del Sur, que dependía de las exportaciones.
En 1828, el Congreso aprobó aranceles de protección para beneficiar el comercio en los estados del norte, pero que fueron perjudiciales para el Sur. Los sureños expresaron abiertamente su oposición arancelaria en documentos como la Exposición y Protesta de Carolina del Sur en 1828, escrita en respuesta a la "Tarifa de las Abominaciones". Exposición y protesta fue obra del senador de Carolina del Sur y exvicepresidente John C. Calhoun, ex defensor de los aranceles protectores y las mejoras internas a expensas del gobierno federal.
La Ordenanza de Anulación de Carolina del Sur declaró que tanto la tarifa de 1828 como la tarifa de 1832 eran nulas y sin efecto dentro de las fronteras estatales de Carolina del Sur. Esta acción inició la Crisis de la Anulación. Aprobada por una convención estatal el 24 de noviembre de 1832, condujo, el 10 de diciembre, a la proclamación del presidente Andrew Jackson contra Carolina del Sur, que envió una flotilla naval y amenazó con enviar tropas federales para hacer cumplir los aranceles. Jackson autorizó esto bajo el pretexto de la autoridad nacional, afirmando en su Proclamación sobre la anulación de 1832 que "nuestro pacto social declara en términos expresos, que las leyes de los Estados Unidos, su Constitución y los tratados hechos bajo ella, son la ley suprema del país" y para mayor cautela agrega, "que los jueces en cada Estado serán obligado por ella, a pesar de cualquier disposición en contrario en la Constitución o las leyes de cualquier Estado”.

### Guerra Civil
Durante las siguientes décadas, otra disputa central sobre los derechos de los estados pasó a primer plano. El tema de la esclavitud polarizó a la unión, con los principios jeffersonianos a menudo siendo utilizados por ambos bandos (norteños antiesclavistas y esclavistas y secesionistas del sur) en debates que finalmente llevaron a la guerra civil estadounidense. Los partidarios de la esclavitud a menudo argumentaron que uno de los derechos de los estados era la protección de la propiedad de los esclavos dondequiera que fuera, una posición respaldada por la Corte Suprema de los Estados Unidos en la decisión Dred Scott de 1857. En contraste, los opositores a la esclavitud argumentaron que los derechos de los estados no esclavistas fueron violados tanto por esa decisión como por la Ley de Esclavos Fugitivos de 1850. Mientras que los historiadores del siglo XXI están de acuerdo en la centralidad del conflicto por la esclavitud, discrepan marcadamente sobre qué aspectos de este conflicto (ideológico, económico, político o social) fueron los más importantes.

#### Argumentos del Sur
Los estados del sur tenían una larga tradición de utilizar la doctrina de los derechos de los estados desde finales del siglo XVIII. Un importante argumento sureño en la década de 1850 fue que la ley federal para prohibir la esclavitud discriminaba a los estados que permitían la esclavitud, convirtiéndolos en estados de segunda clase. En 1857, la Corte Suprema se puso del lado de los defensores de los derechos de estos estados y declaró en Dred Scott c. Sandford que el Congreso no tenía autoridad para regular la esclavitud en los territorios.
Jefferson Davis utilizó el siguiente argumento a favor de la igualdad de derechos de los estados:

Se resuelve, que la unión de estos Estados se basa en la igualdad de derechos y privilegios entre sus miembros, y que es deber especialmente del Senado, que representa a los Estados en su capacidad soberana, resistir todo intento de discriminar en relación con persona o propiedad, de manera que, en los Territorios, que son posesión común de los Estados Unidos, dar ventajas a los ciudadanos de un Estado que no están igualmente aseguradas a los de cualquier otro Estado.

Los estados del sur a veces argumentaron en contra de los "derechos de los estados" en el contexto de las leyes de esclavos fugitivos. Por ejemplo, Texas cuestionó que algunos estados del norte tuvieran el derecho de proteger a los esclavos fugitivos, con el argumento de que esto anularía la institución una vez que un esclavo en particular hubiera cruzado a un estado libre. La pregunta fue fundamental en el caso de Dred Scott c. Sandford.

#### Argumentos del Norte
El historiador James McPherson señaló que los sureños eran inconsistentes en el tema de los derechos de los estados, y que los estados del norte trataron de proteger los derechos de sus estados contra el sur durante las controversias sobre la Ley Mordaza y la ley de esclavos fugitivos.
El historiador William H. Freehling señaló que el argumento del Sur a favor del derecho de un estado a la secesión era diferente al de Thomas Jefferson, en el sentido de que Jefferson basaba tal derecho en la igualdad inalienable de derechos del hombre. La versión del Sur de tal derecho fue modificada para ser consistente con la esclavitud y con la mezcla de democracia y autoritarismo del Sur. El historiador Henry Brooks Adams explica que el norte antiesclavista adoptó una posición consistente y de principios sobre los derechos de los estados contra la invasión federal a lo largo de su historia, mientras que los estados del sur, cada vez que veían una oportunidad de expandir la esclavitud y el alcance de su influencia política, denominada esclavocracia, a menudo olvidó convenientemente el principio de los derechos de los estados y luchó a favor de la centralización federal:

Entre el poder esclavista y los derechos de los estados no había una conexión necesaria. El Poder Esclavista, cuando tenía el control, era una influencia centralizadora, y todas las usurpaciones más considerables de los derechos de los estados fueron sus actos. La adquisición y admisión de Luisiana; el embargo; la Guerra de 1812; la anexión de Texas "por resolución conjunta" [en lugar de tratado]; la guerra con México, declarada por el mero anuncio del presidente Polk; la Ley de Esclavos Fugitivos; la decisión de Dred Scott: todos los triunfos del Poder Esclavo—hizo mucho más que los aranceles o las mejoras internas, que en su origen también fueron medidas sureñas, para destruir la memoria misma de los derechos de los estados tal como existían en 1789. Cada vez que surgía la cuestión de extender o proteger la esclavitud, los dueños de esclavos se hacían amigos de poder centralizado, y usó esa peligrosa arma con una especie de frenesí. De hecho, la esclavitud requería centralización para mantenerse y protegerse, pero requería controlar la máquina centralizada; necesitaba principios despóticos de gobierno, pero los necesitaba exclusivamente para su propio uso. Así, en verdad, los derechos de los estados eran la protección de los estados libres, y de hecho, durante la dominación del Poder Esclavo, Massachusetts apeló a este principio protector tan a menudo y casi tan fuerte como Carolina del Sur.

Manisha Sinha y Leonard Richards argumentan que los sureños solo defendían los derechos de los estados cuando no estaban de acuerdo con una política. Los ejemplos dados son el derecho de los estados a participar en la esclavitud o a suprimir la libertad de expresión. Argumentan que, en cambio, fue el resultado de la creciente disonancia cognitiva en las mentes de los norteños y (algunos) no esclavistas del sur entre los ideales sobre los que se fundó Estados Unidos y los que se identificaron como representativos, tal como se expresa en la Declaración de Independencia, la Constitución de los Estados Unidos y la Declaración de Derechos, y la realidad que representaba el poder esclavista, como lo que describen como un movimiento antidemocrático, contrarrepublicano, oligárquico, despótico, autoritario, si no totalitario, para propiedad de los seres humanos como bienes muebles del esclavista. A medida que aumentaba esta disonancia cognitiva, la gente de los estados del norte, y los propios estados del norte, se inclinaron cada vez más a resistir las usurpaciones del poder esclavista sobre los derechos de sus estados y las usurpaciones del poder esclavista por y sobre el gobierno federal de los Estados Unidos. El Poder Esclavista, al no haber podido mantener su dominio sobre el gobierno federal por medios democráticos, buscó otros medios para mantener su dominio sobre el gobierno federal, por medio de la agresión militar, por el derecho a la fuerza y la coerción, y así ocurrió la Guerra Civil.

#### Texas v. White
En Texas c. White, 74 U.S. 700 (1869), la Corte Suprema dictaminó que Texas había seguido siendo un estado desde que se unió por primera vez a la Unión, a pesar de las afirmaciones de haberse unido a los Estados Confederados de América; el tribunal sostuvo además que la Constitución no permitía que los estados se separaran unilateralmente de los Estados Unidos, y que las ordenanzas de secesión y todas las leyes de las legislaturas dentro de los estados secesionistas destinadas a dar efecto a tales ordenanzas eran "absolutamente nulas" bajo la Constitución.

## Desde la Guerra Civil
Una serie de decisiones de la Corte Suprema desarrollaron la restricción de acción estatal sobre la Cláusula de Igual Protección. La teoría de la acción estatal debilitó el efecto de la Cláusula de Protección Igualitaria contra los gobiernos estatales, en el sentido de que la cláusula no se aplicaba a la protección desigual de las leyes causada en parte por la falta total de acción estatal en casos específicos, incluso si las acciones estatales en otros casos forman un patrón general de segregación y otra discriminación. La teoría separados pero iguales debilitó aún más el efecto de la Cláusula de Protección Igualitaria contra los gobiernos estatales.

### En la jurisprudencia
Con Estados Unidos c. Cruikshank (1876), un caso que surgió de la Masacre de Colfax de negros que impugnaron los resultados de una elección de la era de la Reconstrucción, la Corte Suprema sostuvo que la Decimocuarta Enmienda no se aplicaba a la Primera Enmienda o la Segunda Enmienda para declarar gobiernos con respecto a sus propios ciudadanos, sólo a los actos del gobierno federal. En McDonald c. City of Chicago (2010), la Corte Suprema sostuvo que el derecho de la Segunda Enmienda de un individuo a "tener y portar armas" está incorporado en la Cláusula del debido proceso de la Decimocuarta Enmienda y, por lo tanto, plenamente aplicable a los gobiernos estatales y locales.
Además, Estados Unidos c. Harris (1883) sostuvo que la Cláusula de Protección Igualitaria no se aplicaba a un linchamiento en una prisión de 1883 sobre la base de que la Decimocuarta Enmienda se aplicaba solo a actos estatales, no a acciones criminales individuales.
En los Casos de Derechos Civiles (1883), la Corte Suprema permitió la segregación al anular la Ley de Derechos Civiles de 1875, un estatuto que prohibía la discriminación racial en los lugares públicos. Nuevamente sostuvo que la Cláusula de Protección Igualitaria se aplicaba solo a los actos realizados por los estados, no a los realizados por particulares, y como la Ley de Derechos Civiles de 1875 se aplicaba a los establecimientos privados, dijo el Tribunal, excedía el poder de ejecución del Congreso en virtud de la Sección 5 de la Decimocuarta Enmienda.

### Era progresista posterior y Segunda Guerra Mundial
A principios del siglo XX, comenzó a desarrollarse una mayor cooperación entre los gobiernos estatal y federal y el gobierno federal comenzó a acumular más poder. Al principio de este período, se impuso un impuesto federal sobre la renta, primero durante la Guerra Civil como medida de guerra y luego de forma permanente con la Decimosexta Enmienda en 1913. Antes de esto, los estados desempeñaban un papel más importante en el gobierno.
Los derechos de los estados se vieron afectados por la alteración fundamental del gobierno federal resultante de la Decimoséptima Enmienda, que privó a los gobiernos estatales de una vía de control sobre el gobierno federal a través de la representación de la legislatura de cada estado en el Senado de los Estados Unidos. Este cambio ha sido descrito por los críticos legales como la pérdida de control y equilibrio en el gobierno federal por parte de los estados.
Después de la Gran Depresión, el New Deal y luego la Segunda Guerra Mundial se vio un mayor crecimiento en la autoridad y responsabilidades del gobierno federal. El caso de Wickard c. Filburn permitió al gobierno federal hacer cumplir la Ley de Ajuste Agrícola, otorgando subsidios a los agricultores por limitar el rendimiento de sus cultivos, argumentando que la agricultura afectaba el comercio interestatal y estaba bajo la jurisdicción de la Cláusula de Comercio incluso cuando un agricultor cultivaba sus cosechas no para venderlas, sino para su uso privado.
Después de la Segunda Guerra Mundial, el presidente Harry Truman apoyó un proyecto de ley de derechos civiles y eliminó la segregación militar. La reacción fue una escisión en el Partido Demócrata que condujo a la formación del "Partido Demócrata de los Derechos de los Estados", más conocido como Dixiecrats, dirigido por Strom Thurmond. Thurmond se postuló como candidato de los Derechos de los Estados para presidente en las elecciones de 1948, perdiendo ante Truman.

### Movimiento por los derechos civiles
Durante las décadas de 1950 y 1960, el movimiento de derechos civiles se enfrentó a los defensores de la segregación racial y las leyes Jim Crow en los estados del sur, quienes denunciaron la interferencia federal en estas leyes estatales como un asalto a los derechos de los estados.
Aunque Brown c. el Consejo de Educación (1954) anuló la decisión de Plessy c. Ferguson (1896), las enmiendas Decimocuarta y Decimoquinta estuvieron en gran parte inactivas en el Sur hasta la Ley de Derechos Civiles de 1964 (42 USC § 21) y la Ley de Derecho de Voto de 1965. Varios estados aprobaron Resoluciones de Interposición para declarar que el fallo de la Corte Suprema en Brown usurpó los derechos de los estados.
También hubo oposición por parte de los defensores de los derechos de los estados a los derechos de voto en el puente Edmund Pettus, que fue parte de las marchas de Selma a Montgomery, que resultó en la Ley de Derechos de Voto de 1965.

## Debates contemporáneos
En 1964, el tema de la vivienda justa en California involucró el límite entre las leyes estatales y el federalismo. La Proposición 14 de California revocó la Ley de Vivienda Justa de Rumsford en California y permitió la discriminación en cualquier tipo de venta o alquiler de viviendas. Martin Luther King Jr. y otros vieron esto como una reacción violenta contra los derechos civiles, mientras que el actor y futuro gobernador de California (1967) Ronald Reagan ganó popularidad al apoyar la Proposición 14. Reitman c. Mulkey de la Corte Suprema de EE. UU. anuló la Proposición 14 en 1967 a favor de la Cláusula de Protección Igualitaria de la Decimocuarta Enmienda.
Los historiadores conservadores Thomas E. Woods Jr. y Kevin R. Gutzman argumentan que cuando los políticos llegan al poder, ejercen todo el poder que pueden obtener, y en el proceso pisotean los derechos de los estados. Gutzman argumenta que las resoluciones de Kentucky y Virginia de 1798 por parte de Jefferson y Madison no fueron solo respuestas a amenazas inmediatas sino respuestas legítimas basadas en los principios de larga data de los derechos de los estados y la estricta adhesión a la Constitución.
Otra preocupación es el hecho de que en más de una ocasión, el gobierno federal ha amenazado con retener los fondos para carreteras de los estados que no aprobaron ciertos artículos de legislación. Cualquier estado que perdiera la financiación de las carreteras durante un período prolongado se enfrentaría al empobrecimiento financiero, el colapso de la infraestructura o ambos. Aunque la primera acción de este tipo (la promulgación de un límite de velocidad nacional) estuvo directamente relacionada con las carreteras y se hizo frente a la escasez de combustible, la mayoría de las acciones posteriores han tenido poco o nada que ver con las carreteras y no se han hecho frente a ninguna crisis nacional apremiante. Un ejemplo de esto sería la edad legal para consumir alcohol de 21 años, confirmada en South Dakota c. Dole. Los críticos de tales acciones sienten que el gobierno federal está alterando el equilibrio tradicional entre él y los gobiernos estatales.
Más recientemente, el problema de los derechos de los estados llegó a un punto crítico cuando la Comisión de Cierre y Realineamiento de Bases (BRAC) recomendó que el Congreso y el Departamento de Defensa implementaran cambios radicales en la Guardia Nacional mediante la consolidación de algunas instalaciones de la Guardia y el cierre de otras. Estas recomendaciones en 2005 provocaron fuertes críticas de muchos estados, y varios estados demandaron al gobierno federal sobre la base de que el Congreso y el Pentágono estarían violando los derechos de los estados si fuerzan el realineamiento y el cierre de las bases de la Guardia sin la aprobación previa de los gobernadores de los estados afectados. Después de que Pensilvania ganó una demanda federal para bloquear la desactivación del 111th Fighter Wing de la Guardia Nacional Aérea de Pensilvania, los líderes de defensa y del Congreso optaron por tratar de resolver las demandas restantes de BRAC fuera de los tribunales, llegando a compromisos con los estados demandantes. 
Los problemas de derechos de los estados actuales incluyen la pena de muerte, el suicidio asistido, el matrimonio entre personas del mismo sexo, el control de armas y el cannabis, el último de los cuales es una violación directa de la ley federal. En Gonzales c. Raich, la Corte Suprema falló a favor del gobierno federal, permitiendo que la Administración de Control de Drogas (DEA) arreste a pacientes y cuidadores de marihuana medicinal. En Gonzales v. Oregon , la Corte Suprema dictaminó que la práctica del suicidio asistido por un médico en Oregón es legal. En Obergefell contra Hodges, la Corte Suprema dictaminó que los estados no podían negar el reconocimiento de los matrimonios entre personas del mismo sexo. En District of Columbia c. Heller (2008), la Corte Suprema de los Estados Unidos dictaminó que la posesión de armas es un derecho individual en virtud de la Segunda Enmienda de la Constitución de los Estados Unidos, y el Distrito de Columbia no podía prohibir por completo la posesión de armas por parte de particulares respetuosos de la ley. los ciudadanos. Dos años más tarde, el tribunal dictaminó que la decisión de Heller se aplicaba a los estados y territorios a través de la Segunda y la Decimocuarta Enmiendas en McDonald c. Chicago, indicando que los estados, territorios y divisiones políticas de los mismos no podían imponer prohibiciones totales sobre la posesión de armas por parte de personas respetuosas de la ley. los ciudadanos.
Estas preocupaciones han llevado a un movimiento a veces llamado movimiento de soberanía estatal o "Movimiento de soberanía de la décima enmienda".

## Décima Enmienda
La Décima Enmienda de la Constitución de los Estados Unidos se ha utilizado como una herramienta destacada para invocar la anulación, una táctica común de quienes creen en la primacía de los derechos de los Estados. La Décima Enmienda dice lo siguiente:
Los poderes no delegados a los Estados Unidos por la Constitución, ni prohibidos por ella a los Estados, están reservados a los Estados respectivamente, o al pueblo. 
En particular, la Décima Enmienda se ha utilizado con éxito para anular las leyes federales restrictivas relacionadas con los derechos de armas, la inmigración, el cannabis, y más. Además, organizaciones como el Centro de la Décima Enmienda buscan utilizar la Décima Enmienda para lograr la "libertad a través de la descentralización". El centro de la Décima Enmienda se centra principalmente en alentar a los representantes estatales a presentar proyectos de ley que anulen las leyes federales al proporcionar una legislación modelo en su sitio web que proporciona una rúbrica para que los legisladores estatales la sigan.
En 2009–2010, treinta y ocho estados introdujeron resoluciones para reafirmar los principios de soberanía bajo la Constitución y la Décima Enmienda; 14 estados han aprobado las resoluciones. Estas resoluciones no vinculantes, a menudo llamadas "resoluciones de soberanía estatal", no tienen fuerza de ley. En cambio, pretenden ser una declaración para exigir que el gobierno federal detenga sus prácticas de asumir poderes e imponer mandatos a los estados para fines no enumerados en la Constitución.

## Los derechos de los estados y la Corte Rehnquist
Las decisiones de la Corte Suprema University of Alabama c. Garrett (2001) y Kimel c. Florida Board of Regents (2000) permitieron a los estados utilizar una revisión de base racional para la discriminación contra las personas mayores y discapacitadas, argumentando que estos tipos de discriminación estaban racionalmente relacionados con un interés estatal legítimo, y que no se necesitaba una "precisión  navaja". El Presidente del Tribunal Supremo William H. Rehnquist explicó que "los Estados históricamente han sido soberanos" en el área de aplicación de la ley, lo que en opinión del Tribunal requería interpretaciones estrechas de la Cláusula de Comercio y la Decimocuarta Enmienda.
Kimel, Garrett y Morrison indicaron que las decisiones anteriores de la Corte a favor de los poderes enumerados y los límites del poder del Congreso sobre los estados, como Estados Unidos c. López (1995), Tribu Seminole c. Florida (1996) y Ciudad de Boerne c. Flores (1997) fueron más de una casualidad. En el pasado, el Congreso se basó en la Cláusula de Comercio y la Cláusula de Protección Igualitaria para aprobar proyectos de ley de derechos civiles, incluida la Ley de Derechos Civiles de 1964.
López limitó la Cláusula de Comercio a las cosas que afectan directamente el comercio interestatal, lo que excluye cuestiones como las leyes de control de armas, los delitos de odio y otros delitos que afectan el comercio pero que no están directamente relacionados con el comercio. Seminole reforzó la doctrina de la "inmunidad soberana de los estados", que dificulta demandar a los estados por muchas cosas, especialmente por violaciones de los derechos civiles. El requisito de "congruencia y proporcionalidad" de Flores evita que el Congreso vaya demasiado lejos al exigir a los estados que cumplan con la Cláusula de Protección Igualitaria, que reemplazó la teoría del trinquete propuesta en Katzenbach c. Morgan (1966). La teoría del trinquete sostenía que el Congreso podía aumentar los derechos civiles más allá de lo que la Corte había reconocido, pero que el Congreso no podía reducir los derechos reconocidos judicialmente. Un precedente importante para Morrison fue Estados Unidos c. Harris (1883), que dictaminó que la Cláusula de Protección Igualitaria no se aplicaba al linchamiento en una prisión porque la doctrina de acción estatal aplica Protección Igualitaria solo a la acción estatal, no a los actos delictivos privados. Dado que el principio de trinquete fue reemplazado por el principio de "congruencia y proporcionalidad" de Flores, fue más fácil revivir precedentes anteriores para evitar que el Congreso fuera más allá de lo que permitirían las interpretaciones de la Corte. Críticos como el juez asociado John Paul Stevens acusó a la Corte de activismo judicial (es decir, interpretar la ley para llegar a una conclusión deseada). 